# كارل هاينز بيكر
كارل هاينز بيكر (بالألمانية: Karl-Heinz Becker)‏ هو منافس ألعاب قوى ألماني، ولد في 19 يونيو 1912، وتوفي في 19 يوليو 2001.

## وصلات خارجية
- كارل هاينز بيكر على موقع الاتحاد الدولي لألعاب القوى (الإنجليزية)
- كارل هاينز بيكر على موقع أوليمبيديا (الإنجليزية)